# Francuska na Dječjoj pjesmi Eurovizije
Francuska je na Dječjoj pjesmi Eurovizije sudjelovala sedam puta. Prvi predstavnik nacije bio je Thomas Pontier s pjesmom "Si on voulait bien", koja je završila na šestom mjestu od osamnaest prijavljenih, postigavši rezultat od sedamdeset i osam bodova.  Francuska nije sudjelovala nakon 2004., a vratila se na natjecanje 2018., 14 godina kasnije.  Francuska je tri puta pobijedila na natjecanju: 2020. s Valentinom i pjesmom "J'imagine", a 2022. s Lissandrom i pjesmom "Oh maman!", i 2023. sa Zoé Clauzure i pjesmom "Cœur".

## Predstavnici
- 2004.: Thomas | Si On Voulait (ako stvarno želiš) | 6. mjesto (78 bodova)
- 2018.: Angélina | Jamais sans toi | 2. mjesto (203 bodova)
- 2019.: Carla | Bim bam toi | 5. mjesto (169 bodova)
- 2020.: Valentina | J'imagine | 1. mjesto (200 bodova)
- 2021.: Enzo | Tic Tac | 3. mjesto (187 bodova)
- 2022.: Lissandro | Oh Maman! | 1. mjesto (203 bodova)
- 2023.: Zoé Clauzure | Cœur | 1. mjesto (228 bodova)